# René Mortiaux
René Mortiaux, född 1881, var en belgisk bobåkare som tävlade under 1920-talet. Han kom trea i fyrmansbob vid olympiska vinterspelen 1924.